# Steff Cras
Pour les articles homonymes, voir Cras.
Steff Cras, né le 13 février 1996 à Geel, est un coureur cycliste belge. Il évolue au sein de l'équipe TotalEnergies depuis 2023.

## Biographie

### Débuts cyclistes et carrière chez les amateurs
Steff Cras commence le cyclisme en catégorie débutants deuxième année au KW Heist Zuiderkempen.
Chez les juniors (moins de 19 ans), il se distingue lors du Tour du Valromey 2014 en remportant une étape et en terminant deuxième du classement général. Il intègre ensuite l'équipe espoirs de Lotto-Soudal en 2015. Bon grimpeur, il termine dixième de la Ronde de l'Isard, tout en étant au service de son coéquipier Laurens De Plus, deuxième. 
En 2016, il se classe huitième de la Ronde de l'Isard, de la Course de la Paix espoirs et du Tour de Savoie Mont-Blanc. Leader de la sélection belge pour le Tour de l'Avenir, il est cependant contraint à l'abandon lors de la sixième étape, en raison d'une inflammation au quadriceps droit. L'année suivante, il décide de rejoindre l'équipe BMC Development. Pour sa troisième saison espoirs, il se montre une nouvelle fois régulier en terminant troisième du championnat de Belgique du contre-la-montre espoirs et de la Ronde de l'Isard , quatrième du Tour Alsace, ou encore cinquième du Grand Prix Priessnitz spa et du Gran Premio Palio del Recioto. Au mois d'aout, il prend la cinquième place du Tour de l'Avenir.

### Carrière professionnelle

#### Katusha (2018-2019)
Courtisé par plusieurs formations, Steff Cras passe finalement professionnel en 2018 chez Katusha-Alpecin. Sous ses nouvelles couleurs, il finit septième de l'Arctic Race of Norway. En février 2019, il se classe onzième du classement général du Tour d'Oman.

#### Lotto (2020-2022)
Lors du Tour d'Espagne 2021, il se classe 9e de la 7e étape et 11e de la 12e étape et termine à la 20e place et premier Belge du classement général remporté par Primož Roglič.
En 2022, il chute au cours de la 2e étape du Tour d'Espagne et est contraint à l'abandon, atteint de « fractures au coude droit, au scaphoïde ainsi qu'à l'auriculaire gauche ».

#### TotalEnergies (2023-2025)
En août 2022, TotalEnergies annonce le recrutement de Steff Cras pour les saisons 2023 et 2024, avec l'objectif d'être performant sur des classements généraux de courses à étapes.
À la fin d'avril 2023, il se classe respectivement 5e, 6e et 3e des trois étapes du Tour des Asturies et termine à la 5e place au classement général. En juillet 2023, sur le Tour de France, il se classe dixième de la 2e étape à Saint-Sébastien mais doit abandonner lors de la 8e étape, victime d'une collision avec un spectateur trop avancé sur la chaussée. Il était alors treizième et premier Belge au classement général.
Il participe au Tour d'Espagne 2023 avec un statut de leader d'équipe. Dès la 3e étape et première arrivée au sommet de cette Vuelta, à Arinsal en Andorre, il se classe treizième, arrivant devant Sepp Kuss à 13 secondes du vainqueur du jour, Remco Evenepoel. Il prend la neuvième place lors de la 6e étape à Javalambre ainsi qu'au col du Tourmalet, arrivée de la très difficile 13e étape puis onzième au sommet du redoutable Alto de l'Angliru lors de l'arrivée de la 17e étape. Il termine la Vuelta à la onzième place, son meilleur résultat sur un Grand Tour.
Lors de la 4e étape du Tour du Pays basque 2024 courue le 4 avril, il est pris dans une chute collective avec, entre autres, Evenepoel, Roglič et Vingegaard lors de la descente d'un col et doit abandonner comme ses adversaires à la suite de ses blessures. Victime d’un pneumothorax, de plusieurs fractures costales associées et deux fractures vertébrales dorsales, il a pu quitter l’hôpital une semaine plus tard. Il reprend la compétition le 12 juin au Tour de Slovénie où il termine 9e du classement général avant de participer au Tour de France où il se classe souvent aux alentours de la 20e place à l'arrivée des étapes de montagne et termine à la 16e place du classement général et premier classé de son équipe.
En février 2025, il abandonne au Tour d'Oman puis réalise une belle sixième place au classement général du Tour d'Andalousie remporté par Pavel Sivakov. Après un Paris-Nice décevant où il abandonne lors de la 4e étape disputée dans des conditions climatiques difficiles, il participe au Tour du Pays basque sans résultats significatifs et une 18e place au classement général. Le 24 avril 2025, il remporte sa première victoire chez les professionnels en gagnant la 1re étape du Tour des Asturies à Llanes devançant Marc Soler dans un sprint à deux.

## Palmarès
- 2014
  - 1re étape du Tour du Valromey
  - 2e du Tour du Valromey
- 2017
  - 3e du championnat de Belgique du contre-la-montre espoirs
  - 3e de la Ronde de l'Isard
- 2025
  - 1re étape du Tour des Asturies
  - 3e de la Route d'Occitanie

## Résultats sur les grands tours

### Tour de France
4 participations
- 2020 : abandon (9e étape)
- 2023 : abandon (8e étape)
- 2024 : 16e
- 2025 : abandon (14e étape)

### Tour d'Espagne
4 participations
- 2019 : 76e
- 2021 : 20e
- 2022 : abandon (2e étape)
- 2023 : 11e

## Classements mondiaux
| Année                                 | 2016  | 2017 | 2018 | 2019 | 2020 | 2021 | 2022 | 2023 | 2024 |
| ------------------------------------- | ----- | ---- | ---- | ---- | ---- | ---- | ---- | ---- | ---- |
| UCI World Tour                        | nc    | nc   | 233e |      |      |      |      |      |      |
| Classement mondial                    | 1851e | 601e | 794e | 803e | 957e | 802e | 213e | 236e | 394e |
| UCI Europe Tour                       | 1225e | 348e | 940e | 586e | 749e | 620e | 174e | nc   | nc   |
| UCI Asia Tour                         | nc    | nc   | 560e |      |      |      |      |      |      |
|                                       |       |      |      |      |      |      |      |      |      |
| Légende : nc = non classéSource : UCI |       |      |      |      |      |      |      |      |      |